# Quirino De Giorgio
Quirino De Giorgio, né le 27 décembre 1907 à Palmanova et mort le 19 avril 1997 à Abano Terme, est un architecte italien du mouvement futuriste.

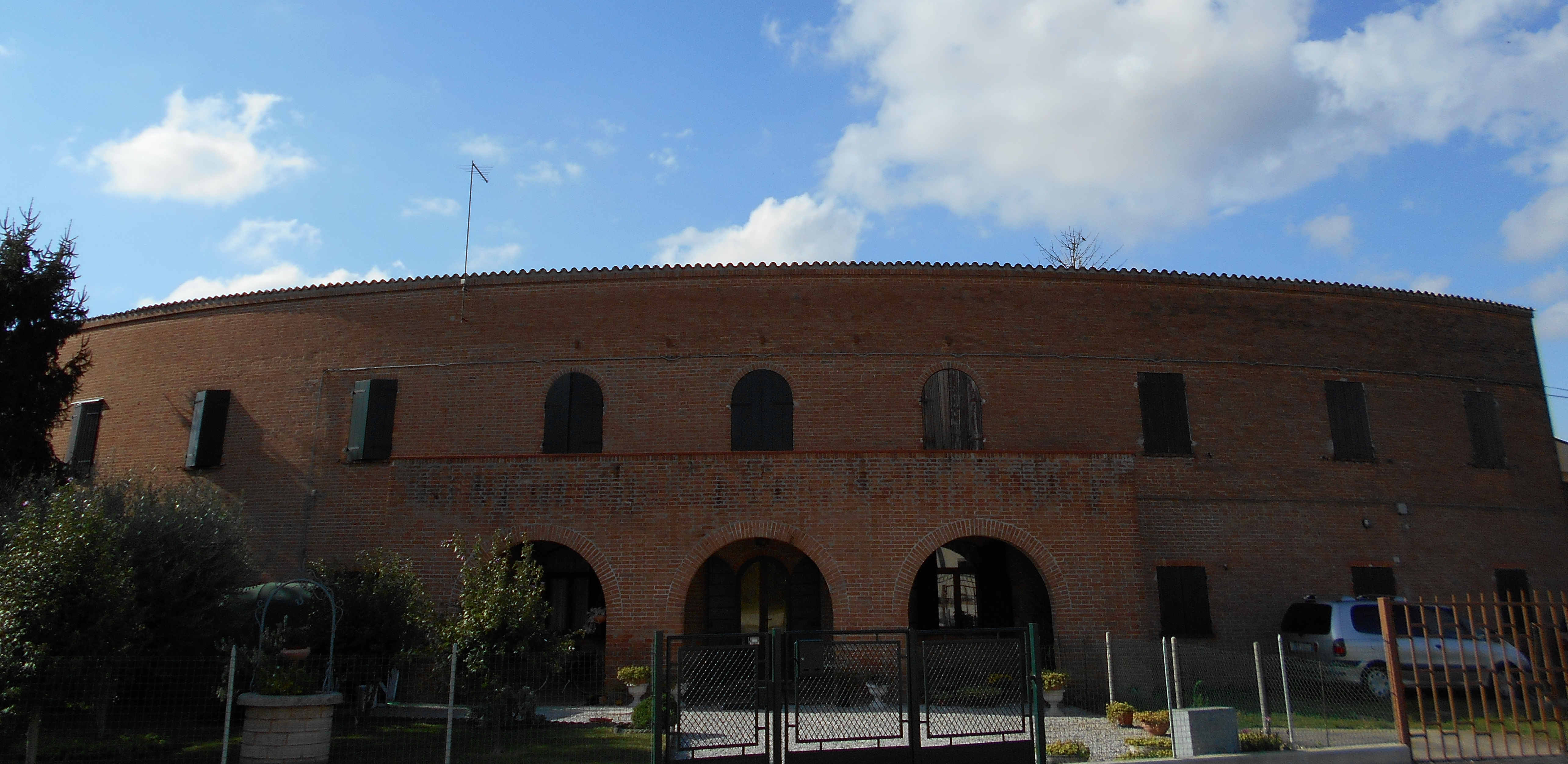
Borgo Littorio, Candiana

## Biographie

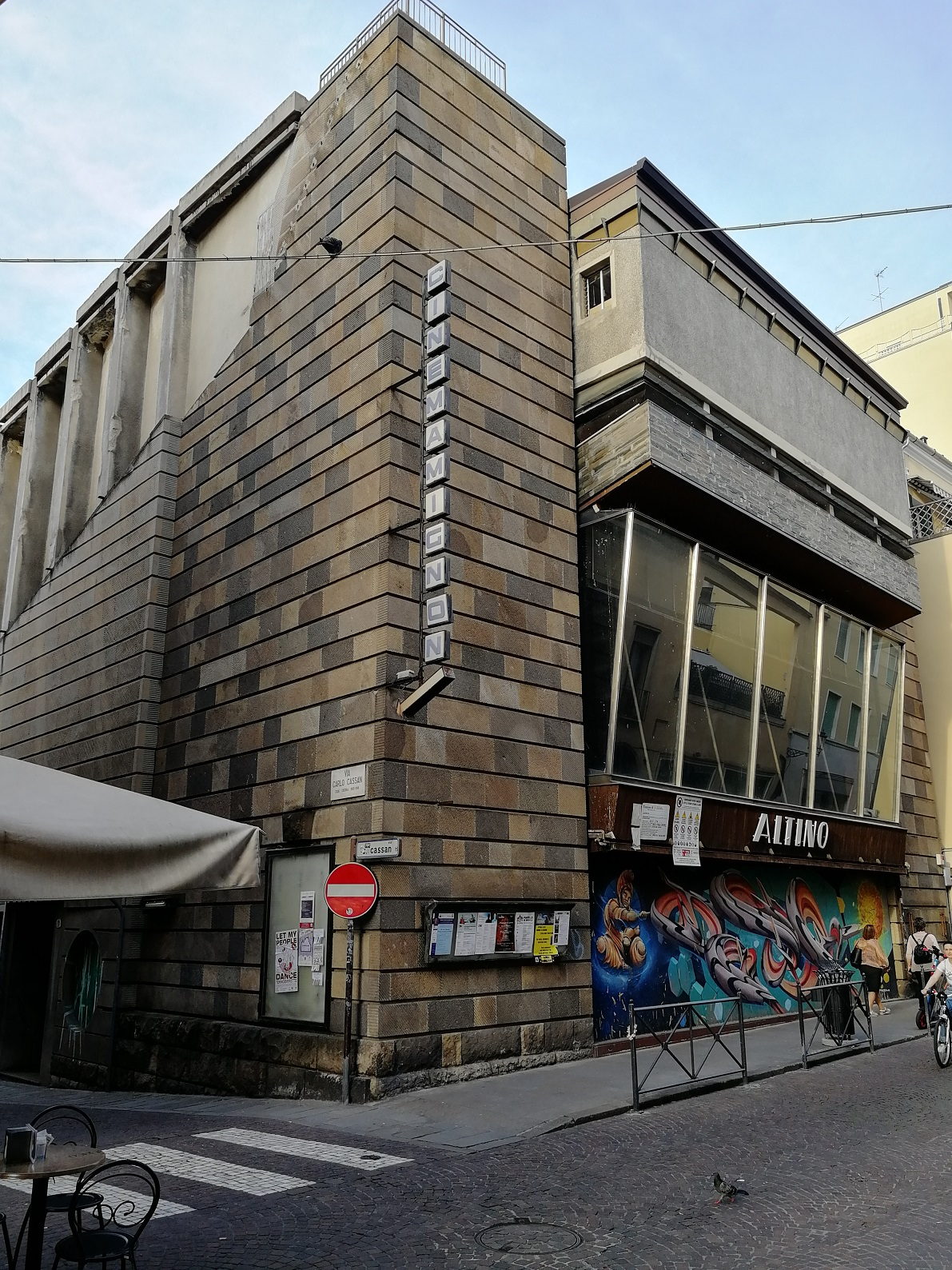
Cinéma Altino, Padoue

Quirino De Giorgio naît le 27 décembre 1907 à Palmanova.
Il est l'un des architectes italiens dont la carrière couvre la quasi-totalité du XXe siècle. Son œuvre s'étend du futurisme aux expérimentations liées à l'invention du béton armé, en passant par le fascisme. Bien qu'on se souvienne souvent de lui pour ses premières œuvres futuristes et fascistes, De Giorgio était un architecte dont la production a évolué tout au long de sa vie. Jusqu'à ses dernières années, il a développé son œuvre de manière expérimentale et dynamique, une méthode qui avait également caractérisé ses débuts. Les archives Quirino De Giorgio, qui rassemblent ses projets, sont situées à Vigonza, dans la province de Padoue.
En 2020, la monographie Quirino De Giorgio, An Architect's Legacy a reçu le Dam Architectural Book Award, comme l'un des dix meilleurs livres d'architecture au monde,.

## Œuvres
- 1931 : Conceptions diverses : Métropole, Musée de la Révolution, Garage avec ascenseurs extérieurs (2500 boxes, salles communes, atelier, boutiques), Monument aux morts de l'air, Phare, Monument aux morts de la mer, Viletta avec hélicoptère, Etude pour une villa
- Années 1930 : Ancienne maison de Quirino DeGiorgio, Strada dei Colli, Padoue
- 1932 : Maison de la Via Giotto, Padoue
- 1932 : Casa del Fascio, Via Montà, Padoue
- 1934: Maison Doriguzzi à Via Nizza, Padoue
- 1934 : Casa del Fascio, Noventa Padovana (Padoue)
- 1936 : Casa del Fascio, Sant'Urbano (Padoue)
- 1936 : Casa del Fascio, Vigonza (Padoue)
- 1936-1937 : Borgo Rurale Fratelli Grinzato, Vigonza (Padoue) [complexe de maisons rurales avec théâtre]
- 1937-1938 : Borgo Rurale Littorio, Candiana (Padoue)
- 1937-1938 : Siège du Groupe Fasciste Bonservizi, Padoue, Via Giordano Bruno (aujourd'hui Centre Sportif Universitaire)
- 1938: Siège du groupe fasciste du district de Cappellozza, Via Cristoforo Moro, Padoue (maintenant un bâtiment scolaire), inauguré le 27/1/1938
- 1938: Teatro dei Diecimila, Padoue (dans la Via Giordano Bruno, n'existe plus)
- 1938 : Casa del Fascio, Pontelongo (Padoue)
- 1938 : Casa del Fascio, Piazzola sul Brenta (Padoue)
- 1945 : Cinéma La Quirinetta, Piazza Insurrezione 28 avril 1945, Padoue
- 1946 : Cinéma Altino, Via Altinate - angle Via Carlo Cassan -, Padoue
- fin des années 1940 : station-service Shell, Monselice (Padoue) (aujourd'hui station-service IP)
- 1963 : Complexe commercial et résidentiel Mantegna, Camisano Vicentino (Vicence)
- 1968-1969 : Villa Venere, Santa Giustina in Colle (Padoue)
- fin des années 1970 : Villa dr. Derderian, Via Manfrotto, 3, Conselve (Padoue)
- 1973: Speak Easy Café, Piazza della Repubblica, 4, Abano Terme - Padoue
- 1974 : Nouveau cimetière de San Giorgio delle Pertiche (Padoue)
- 1974 : Projet de réaménagement urbain et territorial du centre de San Giorgio delle Pertiche (Padoue) [PRG Centro Storico / Déplacement et restauration du clocher]
- 1975 : Mobilificio De Toni, Arsego (Padoue)
- 1976-1977: École primaire "Aldo Moro" de S. Giustina à Colle (Padoue)
- 1980 : Villa Urania, Abano Terme (Padoue)
- 1983-1984 : Navire de croisière sur le Nil Rein du Neil, Égypte
- 1986 : Villa Nicolè, Tribano (Padoue)
- 1986 : Projet de concours pour le nouveau pont de l'Accademia, Venise

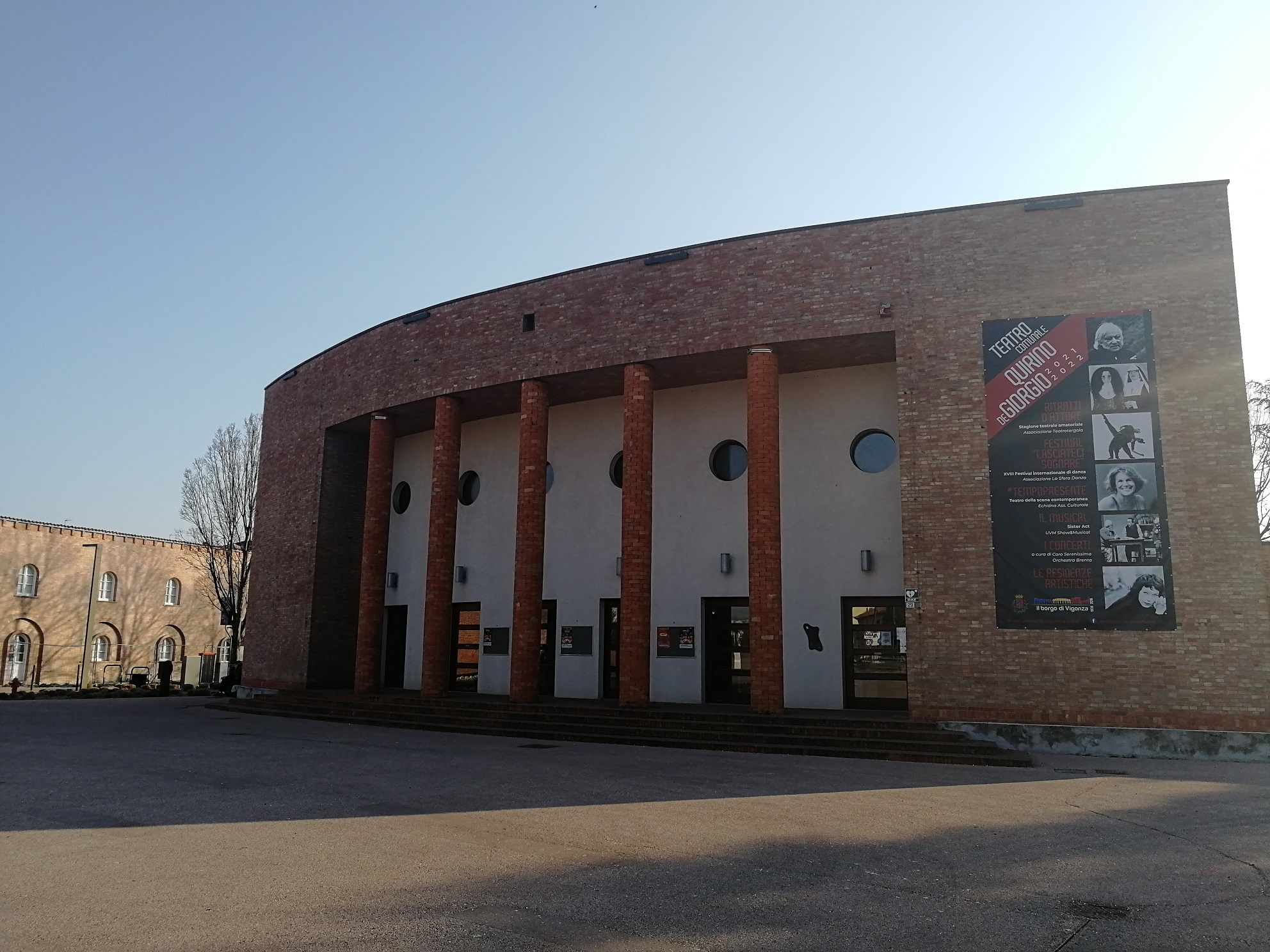
Théâtre Quirino De Giorgio, Piazza Zanella, Vigonza
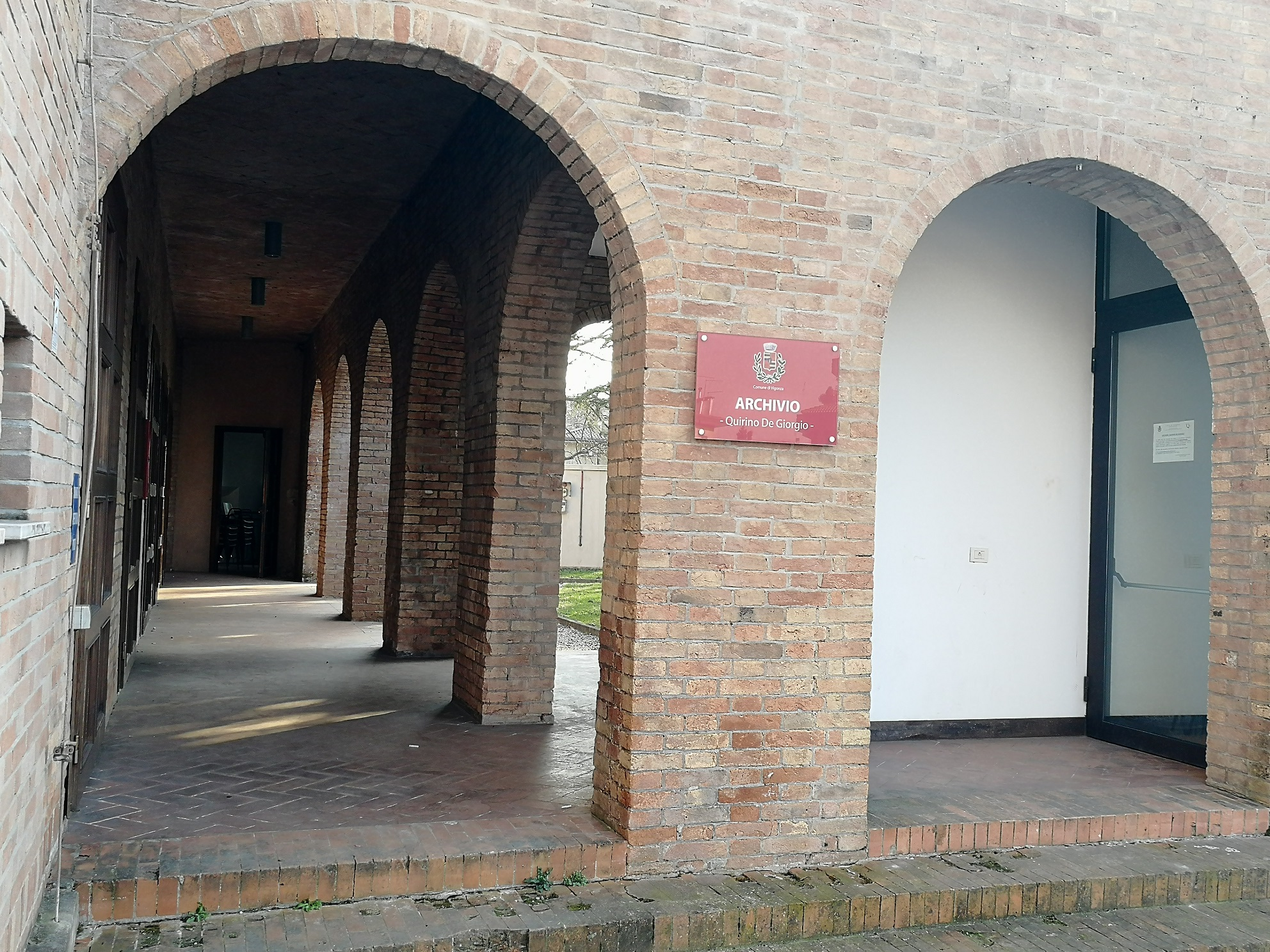
Archives Quirino De Giorgio, Piazza Zanella, Vigonza
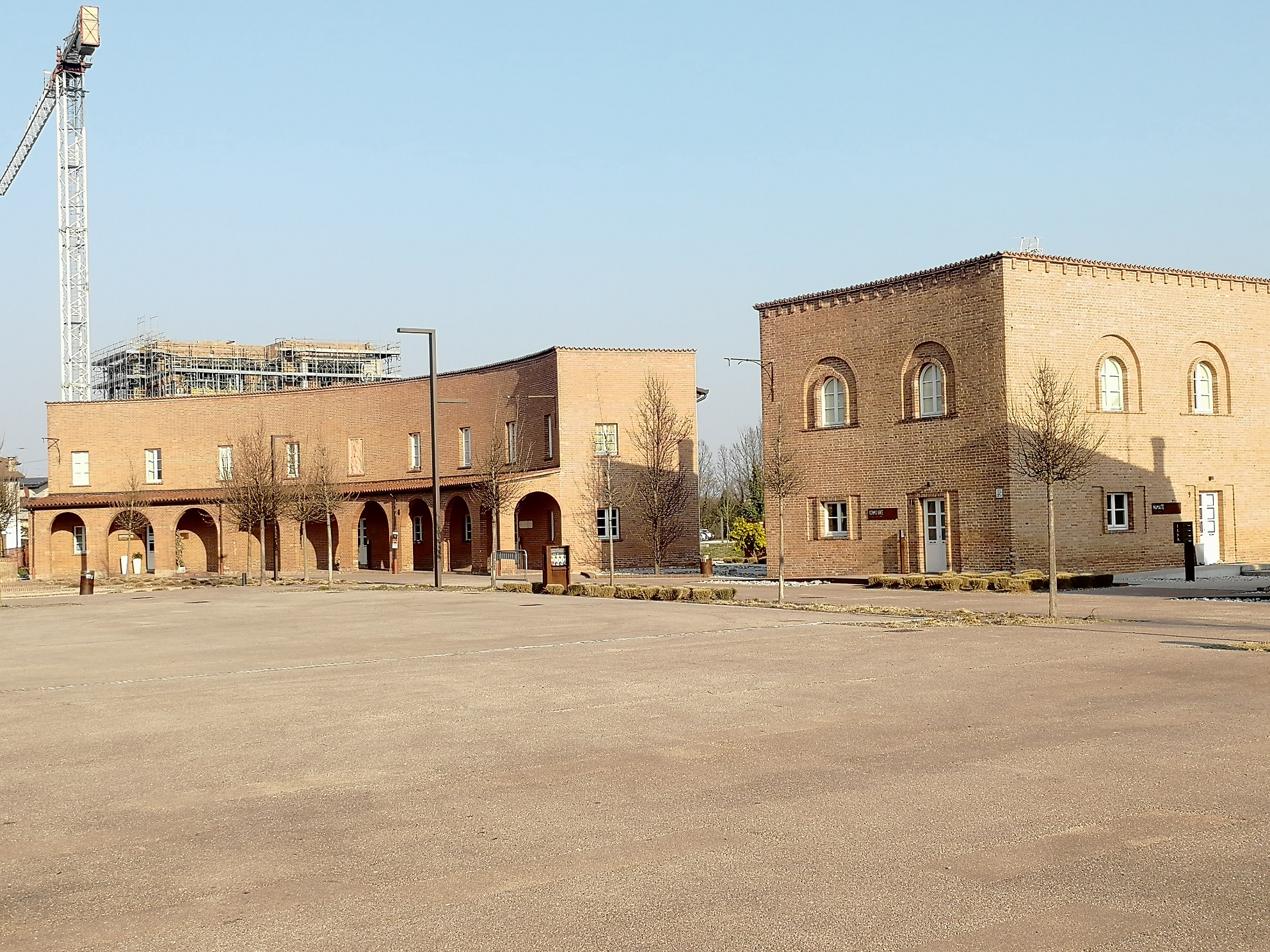
Vue de la Piazza Zanella, Vigonza
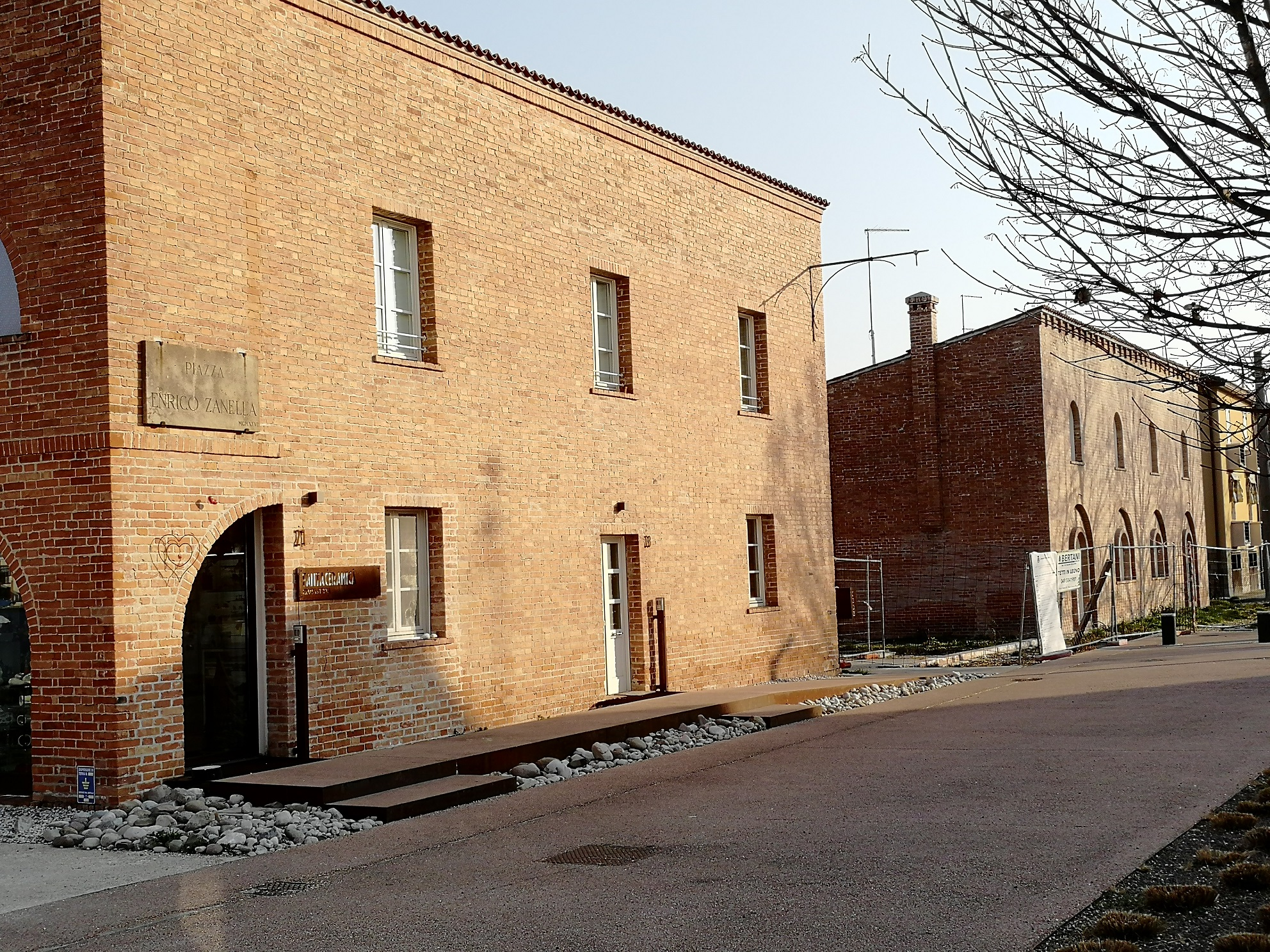
Un autre aperçu de la Piazza Zanella, Vigonza
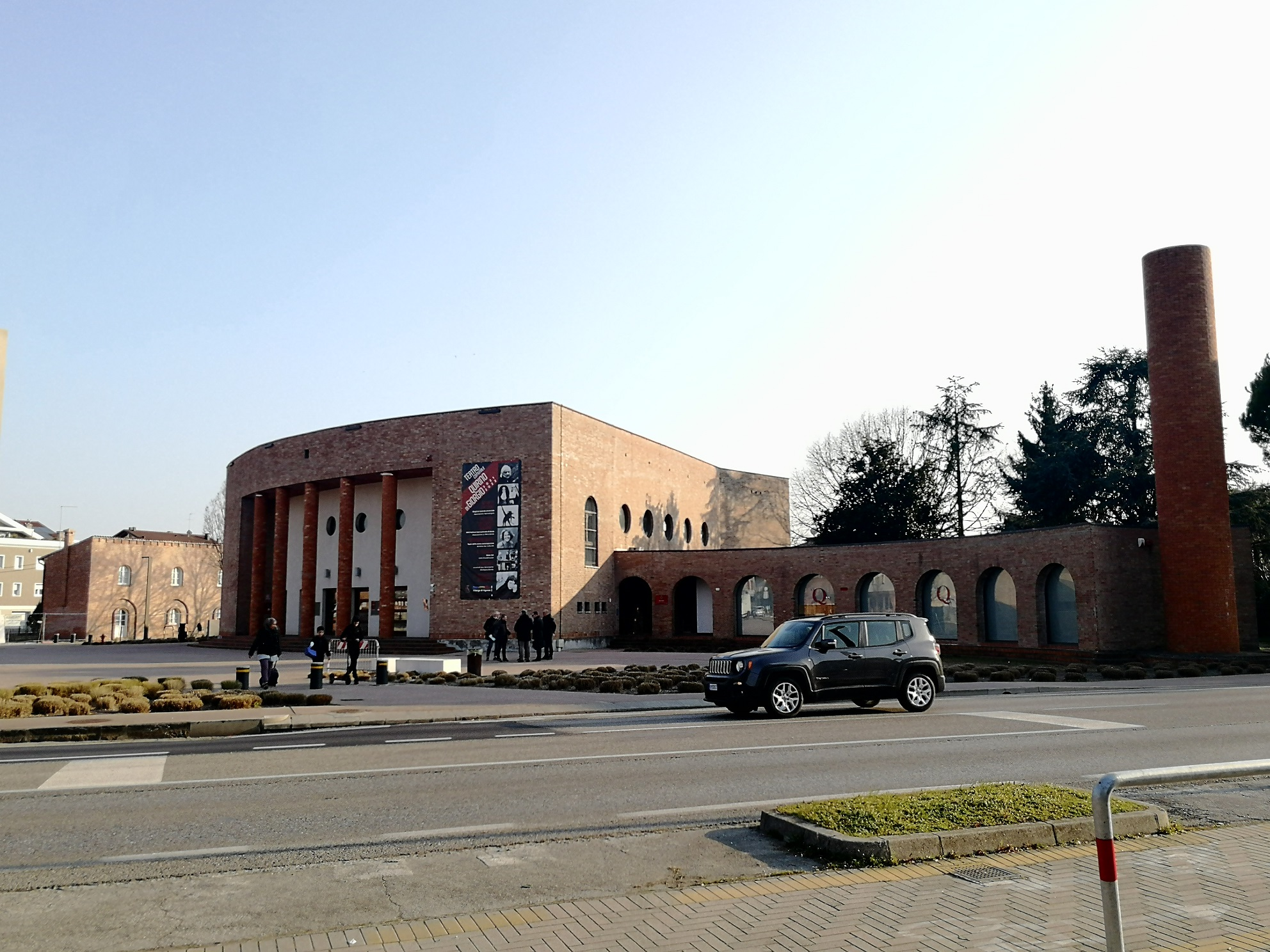
Piazza Zanella, Vigonza : sur la tour cylindrique se dresse la devise "C'est la charrue qui trace le sillon mais c'est l'épée qui le défend"
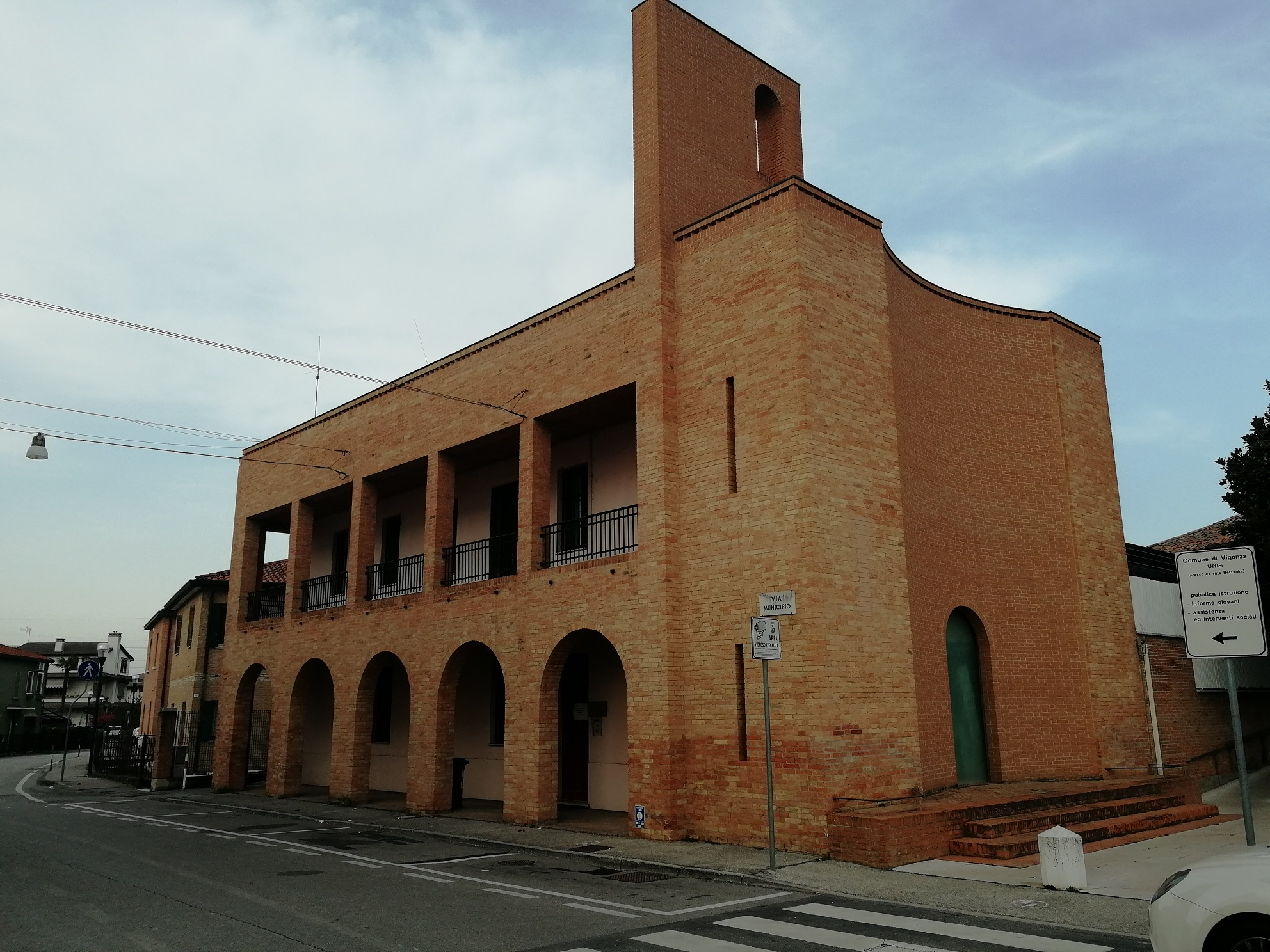
Bâtiments à Via Municipio, Vigonza